# Armonía Rodríguez Lázaro
Armonía Rodríguez Lázaro   (Barcelona, 1 de juny de 1929 - Premià de Dalt, 13 de desembre de 2020) fou una novel·lista, guionista de còmic i tècnica editorial. Una de les editorials per les que va treballar va ser l'Editorial Bruguera. Va usar el pseudònim Elsa Martín.

## Biografia
Era germana de Manola Rodríguez Lázaro i Jesús Rodríguez Lázaro, i esposa de l'escriptor i popular guionista Víctor Mora.
Va formar part de l'equip editorial de Bruguera en apartats tècnics i creatius durant els anys cinquanta i seixanta, al costat de Carlos Conti, José María Lladó o Víctor Mora, tots a les ordres de Rafael González.
En la primera meitat dels setanta va col·laborar com a guionista en la col·lecció Joyas Literarias Juveniles.
Compromesa amb la seva professió, va ser membre del Colectivo de la Historieta i va ser una de les integrants del grup d'autors que va donar lloc a la revista Trocha, després titulada Troya. Des dels anys setanta, va complir alguns encàrrecs amb dimensió didàctica i social, tots ells amb Pilarín Bayés com a il·lustradora, com: «Què és la protecció civil?», el 1977, «La Constitución para todos», l'any 1980, «Què és la Generalitat?», també de 1980, «Què és el parlament?», »Europa para todos» i els «Cuadernos de protección civil», en l'any 1984.
Va ser elegida regidora de l'Ajuntament de Badalona el 1983 pel PSUC.

## Obra
| Anys | Títol                    | Dibuixant            | Tipus      | Publicació                         |
| ---- | ------------------------ | -------------------- | ---------- | ---------------------------------- |
| 1963 | Celia                    | Serial               | Bruguera   |                                    |
| 1970 | Història de dues ciutats | José María Casanovas | Monografia | Joies Literàries Juvenils, núm. 3  |
| 1971 | Rob Roy                  | Edmond               | Monografia | Joies Literàries Juvenils, núm. 11 |

Literària
| 1982 | De monja a militar                         |
| 1986 | Dramatització, activitat lúdica a l'escola |
| 1989 | Teatre fantàstic                           |